# Koszarawa (gemeente)
De gemeente Koszarawa is een landgemeente in het Poolse woiwodschap Silezië, in powiat Żywiecki.
De zetel van de gemeente is in Koszarawa.
Op 30 juni 2004 telde de gemeente 2515 inwoners.

## Oppervlakte gegevens
In 2002 bedroeg de totale oppervlakte van gemeente Koszarawa 31,24 km², waarvan:
- agrarisch gebied: 44%
- bossen: 52%

De gemeente beslaat 3% van de totale oppervlakte van de powiat.

## Demografie
Stand op 30 juni 2004:
| Omschrijving                   | Totaal | Totaal | Vrouwen | Vrouwen | Mannen | Mannen |
| ------------------------------ | ------ | ------ | ------- | ------- | ------ | ------ |
| eenheid                        | aantal | %      | aantal  | %       | aantal | %      |
| inwoners                       | 2515   | 100    | 1258    | 50      | 1257   | 50     |
| bevolkingsdichtheid (inw./km²) | 80,5   | 80,5   | 40,3    | 40,3    | 40,2   | 40,2   |

In 2002 bedroeg het gemiddelde inkomen per inwoner 1284,49 zł.

## Aangrenzende gemeenten
Jeleśnia, Stryszawa, Zawoja.
De gemeente grenst aan Slowakije.